# Magic 8 ball

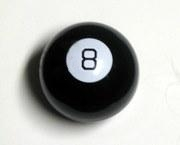
Una magica palla 8

La magic 8 ball (in italiano palla magica 8, conosciuta anche come palla magica delle risposte) è un giocattolo usato per prevedere la fortuna, originalmente prodotto dalla Ideal Toy Company, poi dalla Tyco Toys e attualmente commercializzato da Mattel.

## Origine
Anche se non esisteva nella sua forma attuale fino al 1950, la componente funzionale della magica palla 8 è stata inventata da Albert C. Carter, che fu ispirato da un dispositivo di scrittura spiritica utilizzato da sua madre Mary, una sedicente chiaroveggente di successo di Cincinnati. Quando Max Levinson, proprietario di un negozio, fu avvicinato da Carter circa lo stoccaggio del dispositivo, chiamò suo cognato Abe Bookman, un laureato presso l'Ohio Mechanics Institute. Nel 1944, Carter depositò il brevetto per il suo dispositivo, assegnandolo a Bookman, Levinson, e un altro socio in quello che divenne l'"Alabe Crafts, Inc." (Albert & Abe) nel 1946. Sotto il nome di Alabe, misero in commercio e vendettero il dispositivo con il nome di Syco-Seer, e in seguito come Syco-Slate. Carter, descritto da Bookman come un alcolizzato, morì qualche tempo prima della concessione del brevetto nel 1948. Bookman fece presto dei miglioramenti al dispositivo "veggente" che, nel 1948, fu racchiuso all'interno di un'iridescente sfera di cristallo. Sebbene non ebbe successo, il prodotto rinnovato catturò l'attenzione dei Chicago Brunswick Billiards, che nel 1950 commissionarono l'Alabe Craft di realizzarne una versione con l'aspetto di una tradizionale palla 8 del biliardo.

## Descrizione e uso
È una sfera di plastica cava con l'aspetto di una grande palla da biliardo nera e bianca con il numero 8. All'interno della sfera c'è un serbatoio cilindrico, contenente un dado bianco di plastica a forma di icosaedro, fluttuante in un liquido composto da alcol con disciolto del colorante blu scuro. Il dado è cavo, con aperture in ogni faccia, in modo tale che venga riempito dal liquido ed abbia una minima galleggiabilità. Ciascuna delle 20 facce triangolari del dado ha una risposta affermativa, negativa o ambigua stampata su di essa con lettere in rilievo. Sul fondo della magica palla 8 c'è una finestrella trasparente, attraverso la quale possono essere letti i messaggi.
Per usare la palla, occorre tenerla con la finestra inizialmente rivolta verso il basso. Dopo che ci si è posti una domanda la cui risposta può essere affermativa o negativa, la palla va girata in modo che la finestra venga rivolta verso l'alto, mettendo così in movimento il liquido e il dado in esso immerso. Quando il dado emerge in superficie, una delle sue facce è premuta contro la finestra e le lettere in rilievo spingono via il liquido in modo da rivelare il messaggio, una scritta in lettere bianche su uno sfondo blu. Diversamente dalla credenza popolare e da come molti fanno, non è necessario scuotere la palla; così facendo, anzi, si potrebbero creare delle bolle d'aria che potrebbero rendere meno visibile la risposta.

## Possibili risposte
Le 20 risposte standard della palla magica 8 sono:
● As I see it, yes (Per quanto posso vedere, sì)
● It is certain (È certo)
● It is decidedly so (È decisamente così)
● Most likely (Molto probabilmente)
● Outlook good (Le prospettive sono buone)
● Signs point to yes (I segni indicano di sì)
● Without a doubt (Senza alcun dubbio)
● Yes (Sì)
● Yes – definitely (Sì, senza dubbio)
● You may rely on it (Ci puoi contare)
● Reply hazy, try again (È difficile rispondere, prova di nuovo)
● Ask again later (Rifai la domanda più tardi)
● Better not tell you now (Meglio non risponderti adesso)
● Cannot predict now (Non posso predirlo ora)
● Concentrate and ask again (Concentrati e rifai la domanda)
● Don't count on it (Non ci contare)
● My reply is no (La mia risposta è no)
● My sources say no (Le mie fonti dicono di no)
● Outlook not so good (Le prospettive non sono buone)
● Very doubtful (Molto incerto)
Dieci delle possibili risposte sono affermative (●), cinque sono ambigue (●) e cinque sono negative (●).
Esistono inoltre numerose versioni diverse della palla magica 8, con le risposte più varie.

## Nei media
La magica palla 8 è apparsa nel cinema e in televisione in numerosi film e serie televisive, in cui viene spesso usata dai personaggi per ricevere un auspicio o per prendere una decisione affidata al caso.

### Cinema
- Nel film Pontiac Moon del 1994, durante un viaggio in macchina con il padre, Andy pone alla magica palla 8 diverse domande ottenendo sempre una risposta ambigua. Alla fine esausto per la vaghezza delle risposte la scaglia fuori dalla macchina.
- Nel film d'animazione Toy Story - Il mondo dei giocattoli del 1995 lo sceriffo Woody, sentendo la mamma di Andy dire al figlio di portare un solo giocattolo in pizzeria, è convinto che Andy prenderà Buzz Lightyear, con il quale al momento Woody ha un rapporto di rivalità e inimicizia, e decide di interpellare la magica palla 8 chiedendole «Andy sceglierà me?». La palla gli presenta la risposta «Non ci contare» e Woody, arrabbiato, scaraventa via la palla.
- Nel film Will Hunting - Genio ribelle del 1997, Skylar e Will sono a letto e lei chiede alla palla magica 8 se riuscirà a giocare nell'NBA e se lui la seguirà in California.
- Nel film Interstate 60 del 2002, il protagonista Neal Oliver usa la palla per trovare la strada durante il suo viaggio lungo l'immaginaria Interstate 60.
- Nel film Bug - La paranoia è contagiosa del 2006, Peter dice con la palla 8 in mano: «Ah! Questa è radioattiva, è peggio del plutonio».
- Nel film Ghost Rider del 2007, Roxanne usa la palla 8 al ristorante per capire se Johnny Blaze le darà buca o meno.
- Nel film Se mi guardi mi sciolgo del 2008, Mandy chiede consiglio all'oggetto se andare alla festa o no.
- Nel film Shazam! del 2019, il giovane Thaddeus Sivana vede strani simboli comparire nella palla magica.

### Televisione
- Nella sesta stagione della serie televisiva Una mamma per amica, Emily usa la magica palla 8.
- Nell'episodio 8 della settima stagione di One Tree Hill Brooke Davis sospetta alla sensitiva Zelda di come una delle sue risposte somigli ad una di quelle della magica palla 8. In una scena successiva tale oggetto viene visto usare da Brooke stessa.
- Nella serie televisiva Friends, Ross usa la palla magica per sapere se accontentare sua moglie Emily.
- Nella serie televisiva Streghe, Phoebe usa la palla magica e viene rimproverata dalle sorelle.
- Nell'episodio Incroci della serie televisiva Dawson's Creek, Andie dà a Pacey la magica palla 8.
- Nella serie animata I Simpson, quando Milhouse trova la fidanzatina, questi l'aveva appena ricevuta in regalo. Bart la usa per sapere se lui e Milhouse resteranno amici per sempre. La magica palla 8 è presente anche nei fumetti, Milhouse la usa sullo scuolabus.
- Nell'episodio I mille volti dell'amore della serie televisiva Dr. House - Medical Division, House la agita per decidere se dare ragione a Chase per una sua intuizione, riguardante la causa di ictus del loro paziente.
- Nell'episodio 14 della prima stagione della serie televisiva Scrubs - Medici ai primi ferri, il dottor Cox dice a Turk di aver chiesto alla sua magica palla 8 se loro avrebbero mai potuto essere amici, e di aver visto "prospettive pallide". Turk invece gli dice che a nove anni aveva chiesto alla sua se doveva aprirla e berne il liquido interno, poi aveva vomitato blu per tre giorni.
- Nell'episodio L'instabilità del robot killer della serie televisiva The Big Bang Theory, i quattro protagonisti Leonard, Sheldon, Howard e Raj costruiscono "M.O.N.T.E.", un robot telecomandato "assassino". Rajesh vuole provarlo su una palla 8 per vedere com'è fatta dentro, ma Sheldon lo ferma, dicendo di averla già aperta da bambino e di aver visto che contiene solo un icosaedro galleggiante in un liquido blu.
- Il titolo del dodicesimo episodio della terza stagione di Fringe, Concentrate and Ask Again, fa riferimento a una delle possibili risposte del gioco, che viene inoltre mostrato durante l'episodio.
- In quasi tutte le sei stagioni della serie televisiva Bones, l'agente speciale dell'FBI Seeley Booth usa la magica palla 8, che tiene sempre sulla sua scrivania.